# Daley Thompson's Olympic Challenge
Daley Thompson's Olympic Challenge è un videogioco di decathlon pubblicato nel 1988 per i computer Amiga, Amstrad CPC, Atari ST, Commodore 64, MS-DOS e ZX Spectrum dalla Ocean Software.
È l'ultimo di una serie di quattro giochi della Ocean sull'atleta britannico Daley Thompson, iniziata con Daley Thompson's Decathlon (1984). Nel 1988 Thompson si accingeva a disputare la sua terza Olimpiade e l'Ocean ne sfruttò nuovamente la popolarità. In seguito l'atleta prestò ancora la propria immagine per Daley Thompson's World Class Decathlon (1996), di produttori diversi.

## Modalità di gioco
Il gioco permette a un solo giocatore di affrontare in sequenza tutte le 10 discipline del decathlon, precedute da un allenamento in palestra. L'atleta controllato è Daley Thompson, più o meno riconoscibile a seconda della vicinanza delle inquadrature. Le discipline sono le seguenti, nell'ordine:
- 100 metri piani
- Salto in lungo
- Lancio del peso
- Salto in alto
- 400 metri piani
- 110 metri ostacoli
- Lancio del disco
- Salto con l'asta
- Lancio del giavellotto
- 1500 metri piani

Le versioni per computer a 8 bit (CPC, C64, Spectrum) e a 16 bit (Amiga, DOS, ST) differiscono molto dal punto di vista grafico, sebbene le meccaniche di gioco siano più o meno le stesse. Sui 16 bit si fa largo uso di immagini e animazioni digitalizzate a colori di Daley Thompson e le varie discipline hanno diverse inquadrature.
Prima di affrontare il decathlon c'è l'opzione di fare allenamento in palestra. Qui Daley è mostrato a distanza ravvicinata e deve compiere tre esercizi, variabili a seconda della versione, come sollevamento pesi, squat e addominali. Il giocatore deve usare semplicemente lo smanettamento per dare forza a Daley. Man mano che esegue le ripetizioni si riempie una bottiglia della bevanda energetica Lucozade, uno dei due sponsor del gioco (e all'epoca anche del vero Thompson). In molte versioni, riempendole tutte il giocatore può vincere fino a tre Lucozade, che poi potrà decidere di consumare prima di ogni disciplina per avere prestazioni migliori (di circa il 10%). Su CPC e Spectrum invece si ottiene un miglioramento generale in tutte le discipline in proporzione al riempimento.
Prima di ogni disciplina si deve scegliere il corretto modello di scarpe della Adidas, l'altro sponsor, in base al tipo di attività. Se si sbaglia modello le prestazioni nella disciplina saranno peggiorate, ma viene indicato qual era la scarpa giusta, da memorizzare per le prossime partite.
Quando inizia l'azione, sui computer a 8 bit tutte le discipline mostrano l'atleta di lato, che corre o lancia verso destra, con scorrimento orizzontale, sullo sfondo dello stadio gremito.
Sui computer a 16 bit, soltanto 110 m ostacoli, salto con l'asta e giavellotto hanno visuale simile agli 8 bit; nelle altre discipline un'area dello schermo mostra Daley da vicino con animazione digitalizzata, mentre un'altra area mostra l'azione da lontano (100 m, peso e alto mostrano lo stadio in prospettiva fissa; 400 m e 1500 m lo stadio dall'alto a scorrimento verticale; lungo e disco la zona d'azione dall'alto fissa). A fine prova, pagine del giornale The Daley Paper (gioco di parole con Daily, "quotidiano", che ha la stessa pronuncia) commentano i risultati.
Le discipline si basano generalmente sullo smanettamento per aumentare la velocità o la potenza. Le discipline di corsa sono del tutto incentrate sullo smanettamento, più la precisione di salto nel caso degli ostacoli. Nei lunghi 1500 m, una volta accumulata la giusta potenza, sono sufficienti poche oscillazioni regolari per mantenerla.
Nelle discipline di lancio e salto, al prendere velocità iniziale seguono manovre di precisione nei giusti tempi, come regolare l'angolo verticale di tiro, indicato da un rapido scorrere del valore in gradi, che si ferma al rilascio del pulsante/tasto e bisogna cercare di mantenere intorno a 45°.
Ogni disciplina conferisce un punteggio e l'obiettivo finale è massimizzare il punteggio totale.

## Musicassetta
Le edizioni originali, anche quelle su disco, includono una musicassetta omaggio contenente un brano originale intitolato The Challenge, composto da Jonathan Dunn, autore anche delle musiche del gioco. Dunn era assunto stabilmente alla Ocean e compose il brano con la tastiera Korg M1 che aveva in ufficio, insieme a un mixer e una drum machine affittati. Il brano è strumentale, ma occasionalmente si sente una voce campionata che dice "challenge", ed è la voce di Gary Bracey, uno dei direttori della Ocean.

## Accoglienza
Daley Thompson's Olympic Challenge ricevette giudizi molto variabili dalle riviste europee, la maggior parte sopra la sufficienza. Le versioni Commodore 64 e ZX Spectrum ottennero medie dei voti superiori al 70%, quella per Spectrum ricevette anche un encomio Crash Smash dalla rivista Crash. Le altre versioni ottennero medie forse leggermente inferiori, eccetto quella per MS-DOS che fu accolta in modo tendenzialmente negativo.
Frequentemente il programma veniva apprezzato per la buona realizzazione, in particolare della grafica, sebbene il gameplay incentrato sullo smanettamento fosse stancante e ormai datato. La versione DOS fu penalizzata tra l'altro dalla necessità di scomodi cambi di dischetto e dalla presenza di bachi.